# Apoecus ramelauensis
Apoecus ramelauensis is een slakkensoort uit de familie van de Enidae. De wetenschappelijke naam van de soort is voor het eerst geldig gepubliceerd in 2016 door Köhler, Criscione, Burghardt en Kessner.